# 比蒂希海姆-比辛根
比蒂希海姆-比辛根（發音：[ˈbiːtɪçhaɪm ˈbɪsɪŋən] ⓘ 或 [ˈbiːtɪk-] ⓘ）是德国巴登-符腾堡州斯图加特行政区路德维希堡县的城市，面积为31.29平方千米，2023年12月31日人口为43,808人。